# Dirección General de Formación Profesional
La Dirección General de Formación Profesional (DGFP) de España fue el órgano directivo del Ministerio de Educación encargado de la ordenación académica básica de las enseñanzas de formación profesional en el sistema educativo y el establecimiento de los títulos de formación profesional y cursos de especialización.
El órgano existió, con diferentes denominaciones y prácticamente de forma ininterrumpida, desde 1932 hasta 2020, cuando las competencias en formación profesional fueron elevadas al rango de Secretaría General.

## Historia
Este órgano directivo se crea en los inicios de la Segunda República Española bajo la denominación de Dirección General de Enseñanza Profesional y Técnica. Esta nueva dirección general asumió las competencias en formación profesional que hasta entonces poseía la Comisión Técnica de Formación Profesional. De esta dirección general pasan a depender desde mayo de 1934 los Colegios Nacionales de Sordomudos y Ciegos, y la Escuela de Anormales, que hasta entonces habían dependido de la Dirección General de Primera Enseñanza.
Tras la Guerra Civil y hasta bien entrada la dictadura, se mantiene este órgano que en verano de 1951 pasa a denominarse Dirección General de Enseñanza Laboral, manteniendo esta denominación hasta principios de 1966 cuando adquiere la denominación de Dirección General de Enseñanza Profesional. Esta última se fusiona un año después con la Dirección General de Enseñanza Media hasta 1971, que se denomina Dirección General de Formación Profesional y Extensión Educativa.
Esta última estará vigente hasta 1975, cuando se cambia su denominación a Dirección General de Formación Profesional debido a la creación de los institutos nacionales de Educación Especial y de Asistencia y Promoción del Estudiante que asumieron gran parte de las competencias del órgano directivo no correspondientes a la formación profesional. A penas un año más tarde, desaparece asumiendo sus competencias la nueva Dirección General de Enseñanzas Medias con competencias sobre los estudios de bachillerato y formación profesional.
En 1986 sus funciones pasan a la nueva Dirección General de Renovación Pedagógica y se mantienen ahí hasta 1996 cuando se recupera bajo la denominación de Dirección General de Formación Profesional y Promoción Educativa. En el año 2000, se vuelve a suprimir pasando sus competencias a la Dirección General de Educación, Formación Profesional e Innovación Educativa y se mantendrá así durante dos legislaturas, hasta que en 2008 se recupera la Dirección General de Formación Profesional.
En 2020 fue suprimida, siendo asumidas sus funciones por la Secretaría General de Formación Profesional.

## Estructura
La DGFP ejercía sus funciones a través de sus órganos directivos:
- La Subdirección General de Ordenación e Innovación de la Formación Profesional, que asume la ordenación académica de las enseñanzas de formación profesional en el sistema educativo, en sus distintas modalidades de oferta, incluida la formación profesional dual, y el establecimiento de los títulos de formación profesional y cursos de especialización; el establecimiento de las directrices para la expedición de títulos oficiales españoles de formación profesional; la aprobación de equivalencias de escalas de calificaciones de títulos y estudios extranjeros de formación profesional y la homologación y convalidación de estudios extranjeros en el ámbito de la formación profesional; la resolución de convalidaciones y equivalencias de estudios españoles con la formación profesional del sistema educativo español; la elaboración de la oferta formativa aplicable al ámbito de gestión del Departamento en materia de formación profesional, el régimen de funcionamiento de los centros integrados de competencia del Departamento, así como el apoyo y coordinación de las Unidades periféricas del Ministerio en dicha materia y la colaboración en la planificación de las necesidades de personal docente, infraestructura y equipamiento educativo, en coordinación con la Dirección General de Evaluación y Cooperación Territorial (DGECT); y la elaboración de estudios, trabajos técnicos e informes, y la elaboración y ejecución de planes para la innovación, mejora y promoción de la formación profesional, así como medidas que promuevan las políticas de igualdad, no discriminación y accesibilidad universal.
- La Subdirección General de Orientación y Aprendizaje a lo largo de la vida, que se encarga de la información, asesoramiento y diseño de estrategias en materia de orientación y formación profesional, así como el mantenimiento del portal y de las redes sociales para facilitar el intercambio de información, experiencias y recursos en el ámbito de la Formación Profesional; la promoción de programas dirigidos a estudiantes con la finalidad de facilitar el desarrollo de la carrera profesional y el acceso a la formación continua; la ordenación académica de la educación de las personas adultas y la elaboración de la oferta formativa aplicable al ámbito de gestión del Departamento en esta materia, así como la gestión del Centro para la Innovación y el Desarrollo de la Educación a Distancia (CIDEAD) y de las ofertas específicas a distancia para personas adultas; y la elaboración de estudios, informes y trabajos técnicos, así como el diseño y desarrollo de medidas que orienten el aprendizaje a lo largo de la vida, tanto a través de actividades de enseñanza reglada como no reglada.
- El Instituto Nacional de las Cualificaciones, que asume la elaboración y mantenimiento actualizado del Catálogo Nacional de Cualificaciones Profesionales; la elaboración de los instrumentos de apoyo necesarios para la evaluación y acreditación de las competencias profesionales adquiridas a través de la experiencia laboral y vías no formales de formación; la elaboración y coordinación de las acciones y normativa para la adopción y desarrollo del Marco Español de Cualificaciones; y la observación de la evolución de las Cualificaciones Profesionales en su integración práctica en el Sistema Nacional de Cualificaciones y Formación Profesional.

Tanto la Subdirección General de Ordenación e Innovación de la Formación Profesional como la Subdirección General de Orientación y Aprendizaje a lo largo de la vida se encargaban, en el ámbito de sus competencias, de las relaciones de coordinación en el ámbito de la formación profesional y del aprendizaje a lo largo de la vida y la cooperación con las comunidades autónomas y corporaciones locales, así como la planificación, gestión y seguimiento de los programas y convenios con las administraciones educativas en materia de formación profesional y del aprendizaje a lo largo de la vida, todo ello en coordinación con la DGECT; y de la participación y colaboración en los programas internacionales de educación de personas adultas, de formación profesional y de aprendizaje a lo largo de la vida, sin perjuicio de las funciones que corresponden a la DGPGE, en colaboración, cuando corresponda, con el Servicio Español para la Internacionalización de la Educación en el ámbito de sus competencias.

## Presupuesto
La Dirección General de Formación Profesional tuvo un presupuesto asignado de 189 616 030  € para el año 2019. De acuerdo con los Presupuestos Generales del Estado de 2018, prorrogados para 2019, la DGFP participó en tres programas:
| Nº Programa                               | Programa | Dotación      | Ref.   |
| ----------------------------------------- | --- | ------------- | ------ |
| 321M                                      | Dirección y Servicios Generales de Educación y Formación Profesional a través de la Dirección General de Formación Profesional        | 224 170 €     | [ 12 ] |
| 322B                                      | Educación Secundaria, Formación Profesional y Escuelas Oficiales de Idiomas a través de la Dirección General de Formación Profesional | 185 792 100 € | [ 13 ] |
| 322L                                      | Inversiones en centros educativos y otras actividades educativas a través de la Dirección General de Formación Profesional            | 3 599 760 €   | [ 14 ] |
| Total presupuesto de la Dirección General | Total presupuesto de la Dirección General                                                                                             | 189 616 030 € |        |